# L'Autobus hanté
L'Autobus hanté, prépublié sous le titre Le Mystère de l'autobus hanté, est le 15e album de la série de bande dessinée La Patrouille des Castors dessiné par MiTacq sur un scénario Jean-Michel Charlier. Il est prépublié dans le journal Spirou, entre mai et octobre 1965, puis est publié sous forme d'album en 1967. Il constitue un diptyque avec Le Fantôme.

## Univers

### Synopsis

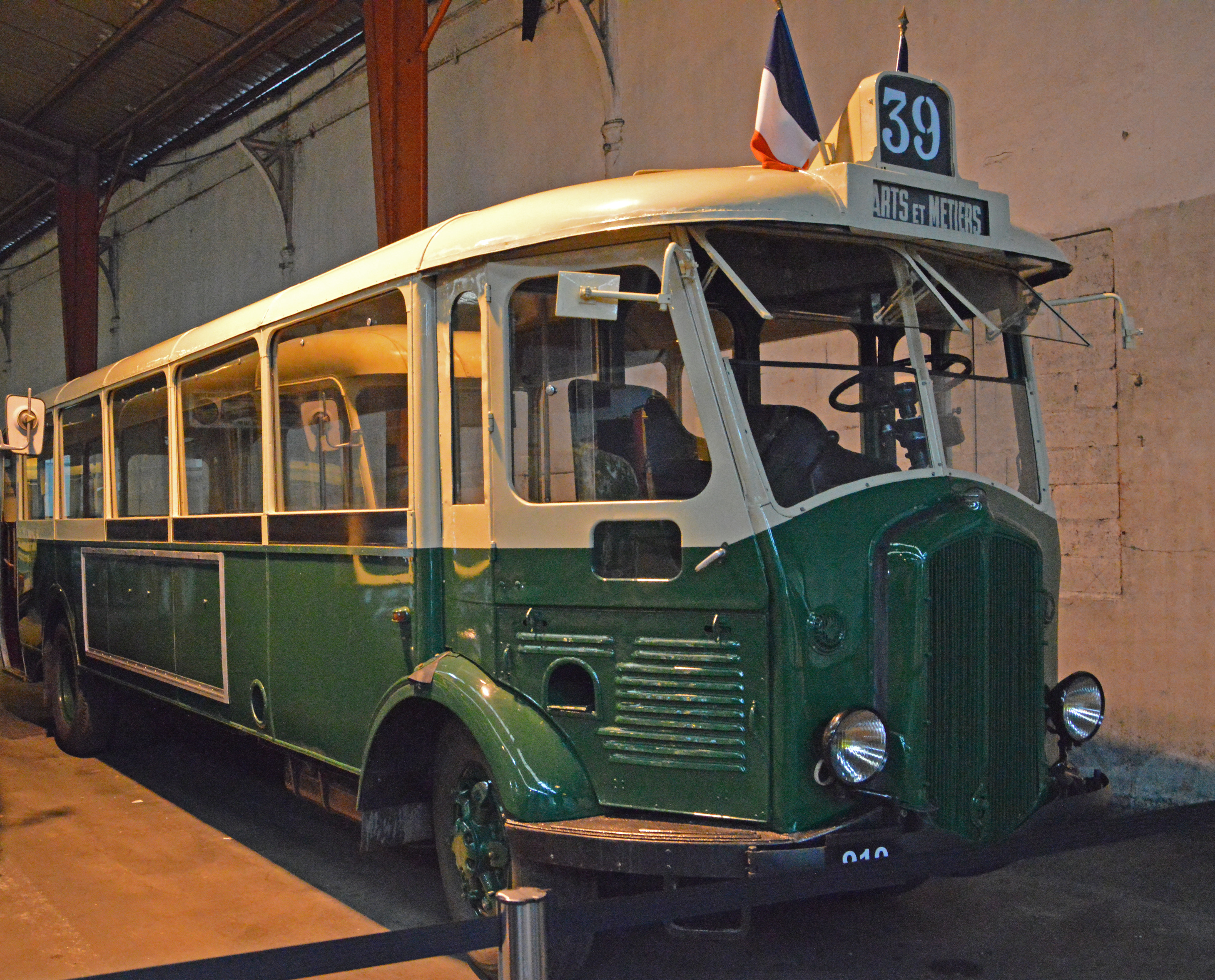
C'est à bord d'un vieil autobus Renault de la RATP, datant de 1936, que les scouts rejoignent l'Iran.

Les Castors sont désormais des pionniers-scouts. En formation à la navigation en Méditerranée, l'équipe sauve la vie d'un jeune Iranien, Azraf. Pour les remercier, son père leur propose de visiter l'Iran et de découvrir le trésor des Shahs de Perse. Il est en effet le directeur des trésors impériaux. Les scouts acceptent et décident de se rendre en Iran par leurs propres moyens et par la route. Une recherche de sponsors, d'un autobus et d'un scout-routier commence alors. Ils captent l'attention d'un homme mystérieux par l'évocation du trésor. Sous un déguisement, il offre l'autobus et s'apprête à prendre la place du scout-routier...

### Personnages
Les scouts :
- Poulain, chef de patrouille
- Chat
- Faucon
- Tapir
- Mouche

Les autres personnages :
- Azraf : jeune Iranien, fils de Sélim Hassadjan
- Sélim Hassadjan : Directeur des Trésors impériaux d'Iran, père d'Azraf
- Georges de Caunes : journaliste, présentateur des actualités télévisées
- Le Fantôme : voleur, il prend l'identité de Casimir Leroy, puis de Charles Perez (Aigle)
- Charles Perez : enlevé par le Fantôme, qui prend sa place

## Publication

### Revues
Publié dans Spirou du 27 mai (n° 1415) au 21 octobre 1965 (n° 1436).

### Album
Publié en album en 1967, aux éditions Dupuis. Il a ensuite été réédité en 1974 (avec un numéro 15, sur la couverture), en 1978 et en avril 1991 (en album cartonné). Il a ensuite été réédité dans le 5e tome de la série Tout MiTacq, Les Castors - Les signaux invisibles, publié en 1992 et dans le 4e tome de L'intégrale de la Patrouille des Castors, en février 2013.

### Couverture de l'album
La couverture de l'album représente Poulain endormi à la belle étoile, devant l'autobus.